# Xã Madison, Quận Vinton, Ohio
Xã Madison (tiếng Anh: Madison Township) là một xã thuộc quận Vinton, tiểu bang Ohio, Hoa Kỳ. Năm 2010, dân số của xã này là 605 người.